# Bổ đề Fatou

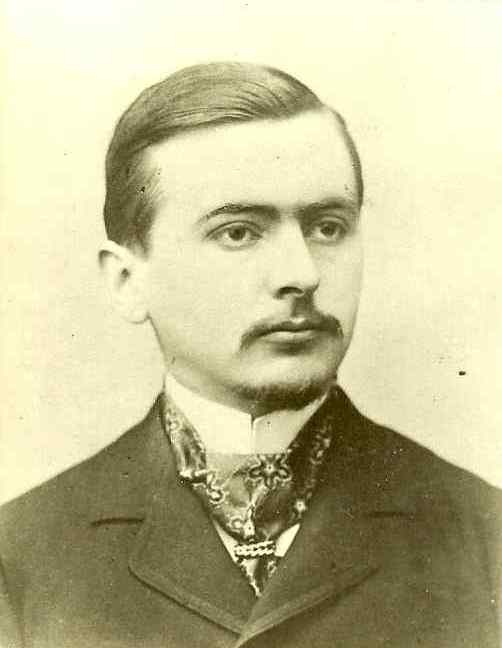
Pierre Fatou (1878-1929)

Bổ đề Fatou là một bất đẳng thức liên quan đến tích phân Lebesgue về giới hạn cận dưới đúng của một dãy hàm số và tích phân của hàm số đó. Bổ đề được đặt tên theo nhà toán học Pierre Fatou. Vì là một bổ đề, nó giúp chứng minh các định lý quan trọng về lý thuyết hội tụ của hàm số như định lý Fatou-Lebesgue, định lý về sự hội tụ đơn điệu và định lý về sự hội tụ bị chặn.
Bổ đề được phát biểu như sau:
Cho f1, f2, f3,. . . là một dãy các hàm số đo được không âm trên một không gian đo(S,Μ,μ).
Định nghĩa một hàm f : S → [0, ∞] tạo thành bởi
{\displaystyle f(s)=\liminf _{n\to \infty }f_{n}(s),\qquad s\in S.}
Thì f  đo được và 
{\displaystyle \int _{S}f\,d\mu \leq \liminf _{n\to \infty }\int _{S}f_{n}\,d\mu \,.}

## Chứng minh
- Đặt {\displaystyle g_{k}=\inf _{n\geq _{k}}f_{n}}
- Từ đó ta có {\displaystyle g_{k}\nearrow \liminf _{n\to \infty }\ f_{n}}
- Theo định lý về sự hội tụ của hàm số, ta có

{\displaystyle \int _{S}\liminf _{n\to \infty }f_{n}\,d\mu =\lim _{k\to \infty }\int _{S}g_{k}\,d\mu \leq \liminf _{n\to \infty }\int _{S}f_{n}\,d\mu \,}

## Ví dụ
Cho một không gian {\displaystyle S} có Xíchma đại số Borel và độ đo Lebesgue.
- Đối với không gian xác suất: Cho {\displaystyle S=[0,1]}. Với mọi số tự nhiên n:

{\displaystyle f_{n}(x)={\begin{cases}n,&{\mbox{khi }}x\in (0,1/n)\\0,&{\mbox{còn lại.}}\end{cases}}}
- Đối với hội tụ đều: Cho {\displaystyle S} là tập hợp tất cả các số thực:

{\displaystyle f_{n}(x)={\begin{cases}1/n,&{\mbox{khi }}x\in (0,1/n)\\0,&{\mbox{còn lại.}}\end{cases}}}
Như vậy ta thấy, các dãy {\displaystyle {f_{n}}_{n\in \mathbb {N} }} trên hội tụ về 0 từng đôi một trên {\displaystyle S}, nhưng mọi dãy lại có tích phân bằng 1.

## Bổ đề Fatou ngược
Cho f1, f2,. . . là một dãy các hàm số đo được lấy giá trị trên {\displaystyle {\overline {\mathbb {R} }}}. Định nghĩa một không gian đo (S,M,μ). Nếu có một hàm khả tích không âm g trên S sao cho fn ≤ g với mọi n, thì
{\displaystyle \limsup _{n\to \infty }\int _{S}f_{n}\,d\mu \leq \int _{S}\limsup _{n\to \infty }f_{n}\,d\mu .}
Chứng minh
Ta dùng bổ đề Fatou cho dãy không âm g - fn.